# Deuterixys quercicola
Deuterixys quercicola är en stekelart som beskrevs av Whitfield 1985. Deuterixys quercicola ingår i släktet Deuterixys och familjen bracksteklar. Inga underarter finns listade i Catalogue of Life.